# Giuseppe Gallignani
Giuseppe Gallignani (Faenza, 9 gennaio 1851 – Milano, 14 dicembre 1923) è stato un compositore, organista, direttore d'orchestra e critico musicale italiano.

## Biografia
Appassionato di opere satiriche fin dall’età scolare, Giuseppe Gallignani fu organista e direttore d'orchestra che si impose all'attenzione pubblica tenendo numerosi concerti in Europa, soprattutto in veste direttoriale. Quindi, nel 1860 riesce a rappresentare la sua prima opera in un salotto privato. Proseguendo la sua attività di compositore, riesce ad approdare al Teatro Carcano  nel 1876 con l'opera Atala culminando quindi, nel 1888 al Teatro alla Scala con il Nestorio, laddove la critica gli riconobbe grande padronanza dell'armonia e del contrappunto, nonché di senso del colore orchestrale ma, allo stesso tempo, denotandone una scarsezza di inventiva melodica e di cuore.
È stato direttore del Conservatorio di Musica di Parma, nominato nel 1891 grazie al supporto di Giuseppe Verdi, colpito dalla sua preparazione musicale dopo un suo articolo sull'Otello.  Successivamente, nel 1897, verrà nominato  direttore del Conservatorio di Musica di Milano, che per sua iniziativa verrà intitolato al Verdi stesso, e che dirigerà per un quarto di secolo, quasi fino alla sua morte.
La sua attività di organista non conobbe soste; per organo infatti compose molte pagine di carattere sacro, di cui numerose concepite per la liturgia. Tra il 1884 e il 1891 ha ricoperto il posto di Maestro della Cappella Musicale del Duomo di Milano. Si deve a un gruppo di musicisti, tra i quali lo stesso Gallignani e, più tardi, Lorenzo Perosi, se da Milano ebbe inizio il cosiddetto “Movimento Ceciliano”, e con esso il ritorno di interesse per la musica sacra, grazie anche all'azione dell'Associazione Santa Cecilia e alla battagliera rivista Musica sacra, di cui il Gallignani ne divenne in seguito direttore.
Ha fatto parte della Commissione permanente d'Arte musicale (fra cui Marco Enrico Bossi, Luigi Mancinelli, Arturo Toscanini), occupandosi di un ambizioso progetto di riforma dei programmi ministeriali per la composizione nei conservatori. 
Inviso, nei primi degli anni venti,  dall'appena insediato governo fascista, e oggetto di una campagna denigratoria portata avanti da alcuni docenti del suo istituto, vede il suo progetto di riforma erodersi dalle critiche, e quindi completamente accantonato. Nel dicembre del 1923, Giuseppe Gallignani morí suicida gettandosi dal Duomo di Milano in seguito al licenziamento impostogli dall’allora ministro della Pubblica Istruzione Giovanni Gentile. Ciò provocò, al funerale al Cimitero Monumentale di Milano, una reazione di Antonio Cesari, in quale impedì che una corona funebre inviata dal ministro Gentile fosse posta sul feretro, e una violenta reazione di Arturo Toscanini, il quale, irato, impedí con veemenza la lettura di un'orazione funebre da tenersi da parte di un docente del Conservatorio, stracciandola e calpestandola; il docente era ritenuto dal Toscanini, diretto responsabile delle calunnie che avevano coinvolto Gallignani stesso.
Fra i suoi alunni figura Giovanni Tebaldini.

## Opere Liriche di G. Gallignani

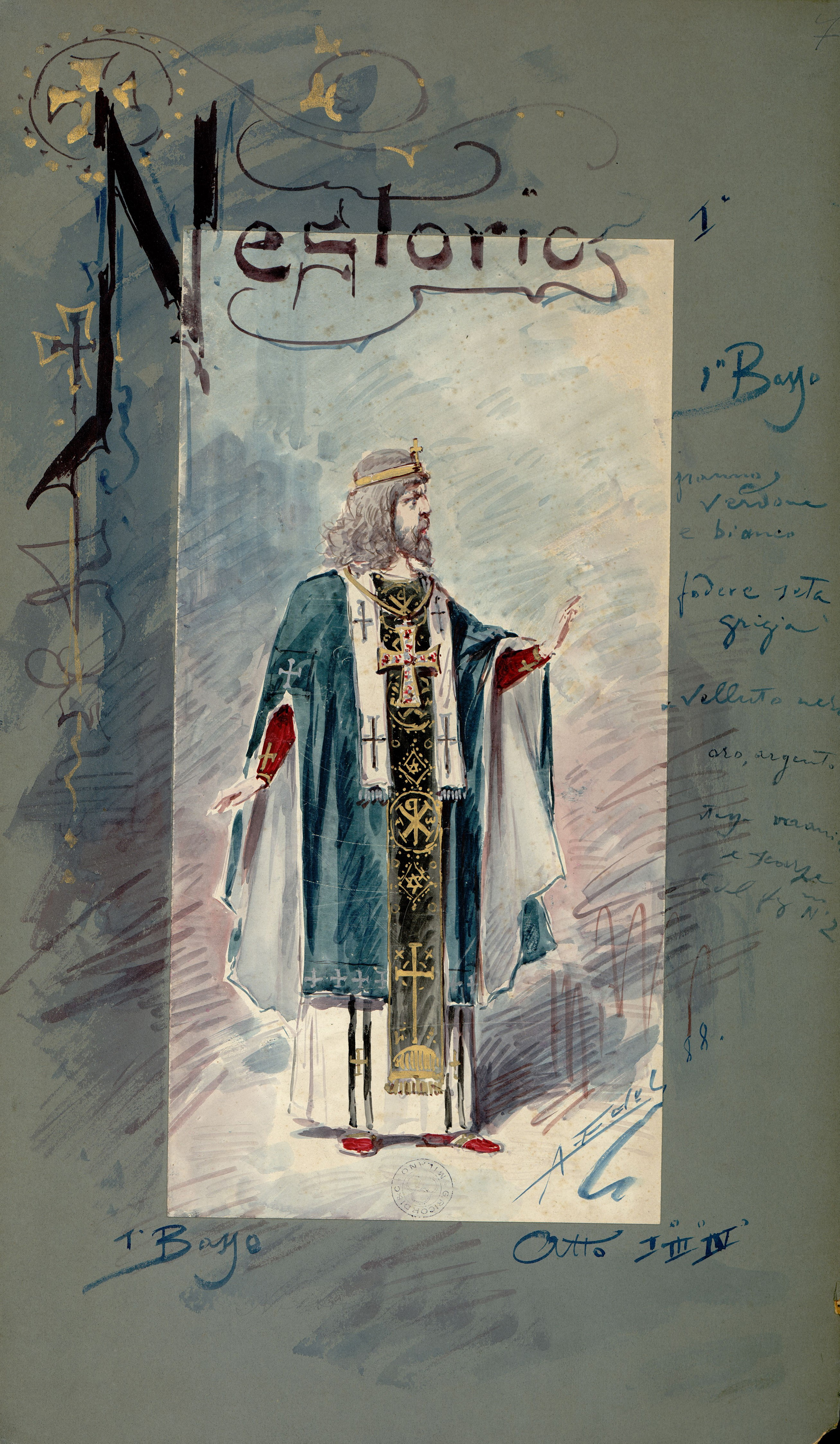
Nestorio (basso), figurino per Nestorio atto 1, 2, 3, 4 (1888).
Archivio Storico Ricordi

- Il sindaco cavaliere, (1870) opera buffa in tre atti
- Il grillo del focolare, (1873) opera semi-seria in tre atti
- Atala, (1876) melodramma in tre atti su libretto di E. Praga
- Nestorio, (1888) dramma lirico su libretto di F. Fulgonio
- Lucia di Settefonti, (1897) leggenda sacra
- In alto, (1921) azione lirica in quattro episodi